# Модель мозку
Модель мозку - будь-яка теоретична система, яка прагне пояснити фізіологічні функції мозку за допомогою відомих законів фізики і математики, а також відомих фактів нейроанатомії та нейрофізіології . Існують щонайменше два основних положення, які грають фундаментальну роль в теорії функціонування мозку, щодо яких сходиться думка більшості сучасних теоретиків: 
1. Основні властивості мозку визначаються топологічною структурою мережі нервових клітин (нейронів) і динамікою розповсюдження імпульсів у цій мережі.
2. Здібності біологічних мереж переробляти інформацію не залежать від яких-небудь особливих віталістичних сил, які не можуть бути відтворені пристроєм чи створеним руками людини.

Важливо відзначити, що ще нікому не вдалося виявити в окремих елементах або клітинах нервової мережі будь-яку специфічну психологічну функцію, таку, як пам'ять, самосвідомість або розум. Це дає підстави припускати, що такі властивості притаманні не окремим елементам, а пов'язані з організацією та функціонуванням нервової мережі в цілому. 
Якщо по цим питанням думки вчених в основному сходяться, то вони істотно розходяться в питанні про те, наскільки методи зберігання, відшукання і обробки інформації в мозку відповідають методам, які використовуються в сучасній техніці. З одного боку, є точка зору, відповідно до якої мозок працює за заздалегідь заданими алгоритмами, близьким до алгоритмів, що застосовуються в цифрових машинах (монотипні моделі), з іншого ж боку, висловлюється думка, що мозок функціонує не на основі детермінованих алгоритмів, і функції його мало схожі з відомими логічними та математичними алгоритмами в цифрових машинах, а найістотнішими є імовірнісні методи і механізми адаптації (генотипні моделі).

## Монотипні моделі. Ідея створення моделей з простих логічних елементів з нейроподібними властивостями отримала перші імпульси з таких джерел
- 1. Робота Тюрінга «Про обчислювальні числах» (1936 рік) і подальша розробка фон Нейманом та іншими вченими в 40-х роках програмованих цифрових машин.
- 2. Робота Рашевського «Математична біофізика» (1938 рік) поклала початок дослідженню питання про те, як можна за допомогою «нервових мереж», що складаються з формалізованих нейронів і зв'язків, реалізувати психологічні функції.
- 3. Робота Маккаллок і Піттса «Логічне числення ідей, що відносяться до нервової активності» (1943 рік).

При монотипному підході властивості елементів (нейронів), які утворюють нервову мережу  повністю задані аксіоматично, так само як і топологія мереж. Для аналізу характеристик монотипної моделі використовується числення висловлювань, оскільки розглядається окрема повністю детермінована система. При цьому, функціональні властивості звичайно постулюються як вихідні дані.

## Генотипні моделі
У той час як монотипний напрямок виник стихійно під впливом бурхливого зростання обчислювальної техніки і теорій автоматичного регулювання, генотипний напрямок випробував на собі менший вплив технічних наук, і швидше за перебував під впливом фізіології та анатомії: 
- 1. Описова анатомія 19 століття підготувала ґрунт для досліджень локалізації функцій мозку.Нейрологи, наприклад Дж. Х. Джексон, відзначали явну пластичність системи, що виражається у здатності сусідніх областей приймати на себе функцію пошкоджених ділянок;
- 2. Павлов та інші вчені обговорювали можливі механізми адаптивної модифікації центральної нервової системи та висували різні гіпотези щодо місцезнаходження «слідів пам'яті».
- 3. Лешлі проголосив повну взаємозамінність більшості частин кори головного мозку. З поступовим накопичення даних щодо «розподіленої пам'яті» з'явилися всі більш явні вказівки на те, що «сліди пам'яті» більш-менш рівномірно розподілені по всій тканині кори.
- 4. Хоча нейрологи, про які тут згадувалося, багато писали про гіпотетичну організацю мозку, вони зовсім не займалися питаннями, пов'язаними з безпосередньою побудовою моделей у вигляді деталізованих теоретичних схем, які дозволяли б робити точні висновки. Психологи і філософи, більш схильні до умоглядних міркувань, першими спробували уявити собі в деталях шляхи розвитку психологічних функцій у системах, які вже можна назвати моделями мозку. Хебб і Хейкі спробували показати, яким шляхом організм в процесі індивідуального дозрівання може набувати здатність до сприйняття.
- 4.1. Для Хейкі розпізнавання властивостей стимулу є в принципі питанням класифікації. Аттлі згодом розробив теорію класифікуючого автомата.
- 4.2. У своїй біологічній частині найбільш детально розроблена модель Хебба. Хебб припускав наявність процесу, завдяки якому нейрони, які часто збуджуються одночасно, зв'язуються у функціональні структури, так звані «асоціації клітин» і «фазові послідовності», які під впливом відповідного стимулу викликають елементарний образ або відчуття. Але робота Хебба занадто декларативна і нестрога у своїх визначеннях, тому її скоріше варто розглядати як опис того, як повинна в кінцевому підсумку виглядати задовільна модель.
- 5. Робота Ешбі «Конструкція мозку» (1952 рік) не визначає конкретну модель мозку, але зате в ній розробляються основи аналізу замкнених систем, які як предмет дослідження повинні включати, крім реакції організму, також зовнішнє середовище і правила взаємодії організму із ним.
- 6. Основи теорії перцептронів були закладені в 1957 році і в наступних роботах Розенблатта, Джозефа та інших було розглянуто велику кількість моделей з різними властивостями. Перцептрони не призначені служити точною копією будь-якої конкретної нервової системи. Вони являють собою спрощені мережі, створені для вивчення закономірних взаємозв'язків між організацією нервової мережі, структурою навколишнього її середовища і «психологічними» властивостями, якими може мати дана мережа.